# Miss Barinas
El Miss Barinas, es un concurso de belleza, cuya finalidad es escoger y preparar la representante de este estado del país al Miss Venezuela; además para la participación de sus candidatas a nivel Internacional.
Las candidatas son designadas por la organización Miss Venezuela. No obstante, las candidatas seleccionadas para portar esta banda, representan al estado con mucha dedicación y ahínco, de manera de poder resaltar la hermosura de sus Mises Barinesas, además de resaltar la hermosura de su gente luchadora y persistente.

## Miss Barinas en el Miss Venezuela
La siguiente lista muestra todas las candidatas que han sido coronadas como Miss Barinas, y por ende, que han participado en el Miss Venezuela. La primera reina de esta región fue Irma Fadull Aragón, Miss Barinas 1953. Hasta el 2024, han sido coronadas 61 mises como Reinas de la entidad.
Color Clave
de
- Ganador
- Finalistas
- Semi Finalistas

| Año  | Candidata                                | Edad                         | Ciudad de Origen             | Colocación                    | Premios                        |                              |
| ---- | ---------------------------------------- | ---------------------------- | ---------------------------- | ----------------------------- | ------------------------------ | ---------------------------- |
| 1953 | Irma Fadull Aragón                       |                              |                              | No Clasificó                  | Miss Simpatía                  |                              |
| 1954 | No se celebró Miss Venezuela             | No se celebró Miss Venezuela | No se celebró Miss Venezuela | No se celebró Miss Venezuela  | No se celebró Miss Venezuela   | No se celebró Miss Venezuela |
| 1955 | Consuelo Angulo Tapia                    |                              |                              | Se Retiró                     | Se Retiró                      |                              |
| 1956 | Lourdes Agostini Oquendo                 |                              |                              | No Clasificó                  |                                |                              |
| 1957 | Thais Margarita Ferrer                   |                              |                              | No Clasificó                  |                                |                              |
| 1958 | No Compitió                              | No Compitió                  | No Compitió                  | No Compitió                   | No Compitió                    | No Compitió                  |
| 1959 | No se celebró Miss Venezuela             | No se celebró Miss Venezuela | No se celebró Miss Venezuela | No se celebró Miss Venezuela  | No se celebró Miss Venezuela   | No se celebró Miss Venezuela |
| 1960 | Gladys Tapia Angulo                      |                              |                              | 6º Lugar (5.ª Finalista)      |                                |                              |
| 1961 | Dalia Rosales                            |                              |                              | No Clasificó                  |                                |                              |
| 1962 | No Compitió                              | No Compitió                  | No Compitió                  | No Compitió                   | No Compitió                    | No Compitió                  |
| 1963 | No Compitió                              | No Compitió                  | No Compitió                  | No Compitió                   | No Compitió                    | No Compitió                  |
| 1964 | Olga Mergarejo Rosales                   |                              |                              | No Clasificó                  |                                |                              |
| 1965 | No Compitió                              | No Compitió                  | No Compitió                  | No Compitió                   | No Compitió                    | No Compitió                  |
| 1966 | No Compitió                              | No Compitió                  | No Compitió                  | No Compitió                   | No Compitió                    | No Compitió                  |
| 1967 | No Compitió                              | No Compitió                  | No Compitió                  | No Compitió                   | No Compitió                    | No Compitió                  |
| 1968 | Nancy Varguillas                         |                              |                              | Se Retiró                     | Se Retiró                      |                              |
| 1969 | No Compitió                              | No Compitió                  | No Compitió                  | No Compitió                   | No Compitió                    | No Compitió                  |
| 1970 | Yoli Coromoto Tecca Castillo             |                              |                              | No Clasificó                  |                                |                              |
| 1971 | Dalia Carolina Aguirre                   |                              |                              | 5º Lugar (4.ª Finalista)      |                                |                              |
| 1972 | No Compitió                              | No Compitió                  | No Compitió                  | No Compitió                   | No Compitió                    | No Compitió                  |
| 1973 | Beatriz Bettina Rezich                   |                              |                              | 5º Lugar (4.ª Finalista)      |                                |                              |
| 1974 | No Compitió                              | No Compitió                  | No Compitió                  | No Compitió                   | No Compitió                    | No Compitió                  |
| 1975 | Helena Francisca Merlin Scher            | 19                           | Caracas                      | 4º Lugar (3.ª Finalista)      |                                |                              |
| 1976 | Migdalia Rivero                          |                              |                              | No Clasificó                  |                                |                              |
| 1977 | Adriana Zekendorf Gómez                  |                              |                              | 4º Lugar (3.ª Finalista)      | Miss Simpatía                  |                              |
| 1978 | Linda Barone García                      |                              |                              | No Clasificó                  |                                |                              |
| 1979 | Tatiana Capote Abdel                     | 17                           | La Habana (Cuba)             | 2º Lugar (1.ª Finalista)      |                                |                              |
| 1980 | Dalia Elena Josefina Novellino Blonval + |                              |                              | No Clasificó                  | Miss Elegancia                 |                              |
| 1981 | Mariela Pérez Urbina                     |                              |                              | No Clasificó                  |                                |                              |
| 1982 | María Gracia Vásquez                     |                              |                              | No Clasificó                  |                                |                              |
| 1983 | Laura Carolina García Flores             |                              |                              | 8º Lugar (7.ª Finalista)      |                                |                              |
| 1984 | María Teresa Ambrosino D'Amico           |                              |                              | 6º Lugar (5.ª Finalista)      |                                |                              |
| 1985 | María Dolores García Prieto              |                              |                              | No Clasificó                  |                                |                              |
| 1986 | Betzabeth Emilia Coelles Araujo          |                              |                              | No Clasificó                  |                                |                              |
| 1987 | Maribel "Bonny" Rey                      |                              |                              | 8º Lugar (5.ª Finalista)      |                                |                              |
| 1988 | Yuli Karina García Lara                  | 22                           |                              | No Clasificó                  |                                |                              |
| 1989 | Judsan del Carmen "Timty" Daal           | 20                           |                              | No Clasificó                  |                                |                              |
| 1990 | Dayrí Pérez Castillo                     |                              |                              | No Clasificó                  |                                |                              |
| 1991 | Nayarí Claret Gamboa Hernández           |                              |                              | No Clasificó                  |                                |                              |
| 1992 | Vanessa Beatriz Mittermayer Varguillas   | 19                           | Caracas                      | 6º Lugar (3.ª Finalista)      |                                |                              |
| 1993 | Emma Ysabel Villafañe Monsalve           |                              |                              | No Clasificó                  |                                |                              |
| 1994 | Mildred Carolina Sarli Andrades          | 22                           | Barinas                      | No Clasificó                  |                                |                              |
| 1995 | Roselyn Silveira Mata                    | 20                           | Caracas                      | 8º Lugar (5.ª Finalista)      |                                |                              |
| 1996 | Gabriela Vergara Aranguren               | 22                           | Caracas                      | 7º Lugar (3.ª Finalista)      | Miss Elegancia                 |                              |
| 1997 | Claudia Virginia La Gatta Quintana       | 17                           | Caracas                      | No Clasificó                  |                                |                              |
| 1998 | Angie Lilia Pérez Capobianco             | 19                           | Caracas                      | No Clasificó                  |                                |                              |
| 1999 | Bethzabeth Roselyn Zárraga Escalona      | 21                           | Barquisimeto                 | No Clasificó                  |                                |                              |
| 2000 | Kelyn Yosselin Torres Peña               | 18                           | Colonia Tovar                | No Clasificó                  |                                |                              |
| 2001 | Stephanie Virginia Brumat Lavieri        | 24                           | Maracay                      | Top 10                        |                                |                              |
| 2002 | Erika Aulimar Lozada Ferretti            | 21                           | El Tocuyo                    | No Clasificó                  |                                |                              |
| 2003 | Venudesa María Lionza Pacé Salazar       | 20                           | Valencia                     | No Clasificó                  |                                |                              |
| 2004 | Krysthen Karla Kurman Cabrera            | 21                           | Valencia                     | No Clasificó                  |                                |                              |
| 2005 | Daniela Anette di Giacomo di Giovanni    | 20                           | Caracas                      | 3º Lugar (Miss Internacional) |                                |                              |
| 2006 | Mabel Coromoto Ramírez Marcano           | 22                           | Porlamar                     | No Clasificó                  |                                |                              |
| 2007 | Yohany del Carmen Calderón Huggins       | 22                           | Maracaibo                    | Top 10                        |                                |                              |
| 2008 | Yoselis María (Yosy) Meléndez Medina     | 22                           | Guatire                      | No Clasificó                  |                                |                              |
| 2009 | Esmeralda Alejandrina Yaniche Vásquez    | 18                           | Puerto Ordaz                 | No Clasificó                  |                                |                              |
| 2010 | Kelly Stephanny Martínez Domínguez       | 22                           | Barinas                      | No Clasificó                  |                                |                              |
| 2011 | Astrid Yolanda Lozada Silva              | 24                           | Barinas                      | No Clasificó                  | El Mejor Cuerpo                |                              |
| 2012 | María Teresa Solano Lobo                 | 21                           | Caracas                      | No Clasificó                  | La Mejor Presencia             |                              |
| 2013 | Eyre Yaró Serpa Pujol                    | 19                           | Barinas                      | Top 10                        |                                |                              |
| 2014 | Stefany Sasha Katherine Merlín           | 23                           | Pampatar                     | Top 10                        | Miss Inspiración               |                              |
| 2015 | Virginia del Carmen Álvarez Martínez     | 23                           | Valencia                     | No Clasificó                  |                                |                              |
| 2016 | Jelaning Betania "Jey" Fargas González   | 19                           | Mérida                       | No Clasificó                  |                                |                              |
| 2017 | Mariem Claret Velazco García             | 19                           | El Tigre                     | 3º Lugar (Miss Internacional) | Miss Fotogénica y Mejor Estilo |                              |
| 2018 | Kelly Jhuset Mejías Romero               | 19                           | Charallave                   | No Clasificó                  | Miss Confianza                 |                              |
| 2019 | Liliana Karina Gonçalves Matos           | 23                           | Caracas                      | No Clasificó                  | Miss Magia y Fantasía          |                              |
| 2020 | Haydalic Coromoto Urbano Gudiño          | 25                           | Barinas                      | No Clasificó                  |                                |                              |
| 2021 | Ashley Arianna Echeverría Rincón         | 27                           | Maracaibo                    | No Clasificó                  | Miss Amistad                   |                              |
| 2022 | Jenyfeer Narleth Baudin Peña             | 24                           | Mérida                       | No Clasificó                  |                                |                              |
| 2023 | Racha Saab Hatoum                        | 28                           | Timotes                      | No Clasificó                  |                                |                              |
| 2024 | Stefanía González Vargas                 | 24                           | Barinitas                    | No Clasificó                  |                                |                              |